# Абу Дуляма
Абу Дуля́ма Занд ибн аль-Джаун (араб. أبو دلامة زند بن الجون‎; до 730 г. ‒ 777) — арабоязычный поэт-сатирик

.

## Биография
Абу Дуляма происходил из Африки; он был чёрным рабом или сыном раба, клиентом (мауля) бану асад в Куфе. Родной язык неизвестен. В некоторых источниках его имя Зубад или Зейд, однако большинство склонялось к тому, что его звали Занд ибн аль-Джаун. Относительно его куньи Абу Дуляма также есть разногласия. Одни считали, что она происходит от имени его сына Дуляма, а другие говорили, что Дуляма — это название горы, возвышающейся над паломниками в Мекке, и говорят, что эта гора была чёрной с гладкой скалой и было местом где в доисламские времена заживо хоронили девочек. Сведений о дате его рождения нет, но известно, что он прожил более 20 лет при Омейядах. Заявления относительно даты его смерти варьируются: по мнению некоторых, он умер в 776/777, по мнению других в 786/787; первая из этих дат является более вероятной.
Абу Дуляма стоит на рубеже двух династий — омейядской и аббасидской, при которой протекло около 25 лет его жизни. Он упоминается в истории последнего Омейядского халифа, но появляется как «поэт» только при Аббасидах. Абу Дуляма играл роль придворного шута во дворце халифа ас-Саффаха и особенно при халифе аль-Мансуре и аль-Махди. Его стихотворение о смерти Абу Муслима (ум. 754/755), как сообщается, было первой из его работ, сделавшая ему имя. Сохранившиеся отрывки дивана показывают, что он был умным, остроумным стихотворцем, наделённого чертами неподдельного юмора. Он охотно использует низкие выражения и показывает все виды грязи с циничной радостью; но он не гнушается низкой лестью, если они обещают некоторую награду.
Он смеётся над похвалой толпы, а его злобного языка боятся все. Правда он не щадил сам и тем более своих близких родственников; он даже иногда мстил за грубость шутки, которые знатные люди обращали к нему, когда один из его покровителей старался высмеять другого через него. Он также наслаждался свободой шута быть выше исламских законов и мог сделать их объектом своего наглого издевательства. Он прославил своего мула, который обладал всеми возможными недостатками и которому он посвятил остроумную касиду. Он был известен своими резкими сатирическими стихами, сохранившимися в виде общеизвестных анекдотов. Абу Дуляма воплотил в себе тип грубого и безудержного комичка; следовательно, историчность некоторых анекдотов, рассказанных им и Абу Нувасом, с которым его часто сравнивают, несколько сомнительна. Многие образные выражения Абу Дулямы стали пословицами и поговорками.
Дивана (собрания стихотворений) Абу Дулямы до наших дней не сохранилось, и его отрывки собираются по различным источникам.